# Тагильская (порода коров)
Тагильская — порода крупного рогатого скота молочного направления.
Порода сформировалась в XIX веке в промышленных районах Урала. Основа породы заложена скрещиванием ярославских и холмогорских коров с местным скотом низкой продуктивности. Позднее приливалась кровь голландского скота, тагильскими быками покрывали аборигенных степных коров мясного типа. Народная селекция была направлена на повышение удойности и жирности молока. Плановой породой тагильский скот признан для уральского региона в 1930-х годах.

## Характеристика
Внешне тагильский скот похож на холмогорский, но отличается более компактным туловищем и более короткими ногами. Грудь глубокая, холка острая, спина крышеобразная, зад свислый. Преобладающая масть чёрно-пёстрая, встречаются красные, бурые и красно-пёстрые особи. Копыта, концы рогов и носовое зеркало тёмные. 
Вес коров 500 кг и более. Порода наделена неплохими мясными характеристиками: убойный выход достигает 54-57 %. Бычки, которых с рождения начинают откармливать «на мясо», за день прибавляют около 0,8 кг, а к году обычно достигают веса в 400–450 кг. А их вес при рождении составляет около 35 кг.
Молочные характеристики также высоки: средняя удойность 5000 кг молока при жирности 4-4,2 %, иногда до 5,3 % и содержании белка более 3,7 %.
Хорошие продуктивные качества тагильской породы дают возможность улучшать её в чистопородном разведении, путём отбора по лучшим молочным и мясным характеристикам.

## Распространение
Крупный рогатый скот этой породы хорошо приспособлен к суровым климатическим условиям Урала, распространен в следующих областях: Свердловская; Курганская; Челябинская; Тюменская, Пермская и Удмуртия.